# Henri Duparc
Eugène Marie Henri Fouques Duparc (ur. 21 stycznia 1848 w Paryżu, zm. 12 lutego 1933 w Mont-de-Marsan) – francuski kompozytor.
Edukację rozpoczął u jezuitów, w paryskim Collège de Vaugirard, gdzie nauczycielem gry na fortepianie był César Franck, jego ulubiony i jedyny wykładowca. Tworzył rzadko i niewiele prześladowany przez chorobę nerwową, stany depresyjne i postępującą ślepotę. Zasłynął głównie jako kompozytor pieśni zaliczanych do najwybitniejszych osiągnięć francuskiej liryki wokalnej.

## Główne dzieła

### Kompozycje na fortepian
- Feuilles volantes (1869)

### Muzyka kameralna
- Sonata na wiolonczelę i fortepian (1867)

### Kompozycje orkiestrowe
- Aux étoiles, poemat symfoniczny (1874)
- Lénore, poemat symfoniczny (1875)

### Pieśni
- 17 pieśni, między innymi: Au pays où se fait la guerre, La vie antérieure, La vague et la cloche, L'invitation au voyage, Le manoir de Rosemonde, Phidylé, Lamento, Sérénade Florentine, Soupir.